# Protest the Hero
Protest the Hero (englisch für „Widersprich dem Helden“) ist eine kanadische Progressive-Metal-Band aus Whitby, Ontario. Bis 2003 spielten sie unter dem Bandnamen Happy Go Lucky.

## Bandgeschichte
1999 gründeten die damals noch 14-jährigen Schüler Rody Walker, Tim Millar, Luke Hoskin, Moe Carlson und Arif Mirabdolbaghi die Band unter dem Namen Happy Go Lucky. Mit der Veröffentlichung ihrer ersten EP Search for the Truth im Jahre 2002 benannte sich die Band in Protest the Hero um. Während der Wochenenden und der Ferien arbeiteten die fünf Jugendlichen an weiteren Songs, spielten erste Konzerte und eine Tour. So erschien 2003 mit A Calculated Use of Sound eine weitere EP.

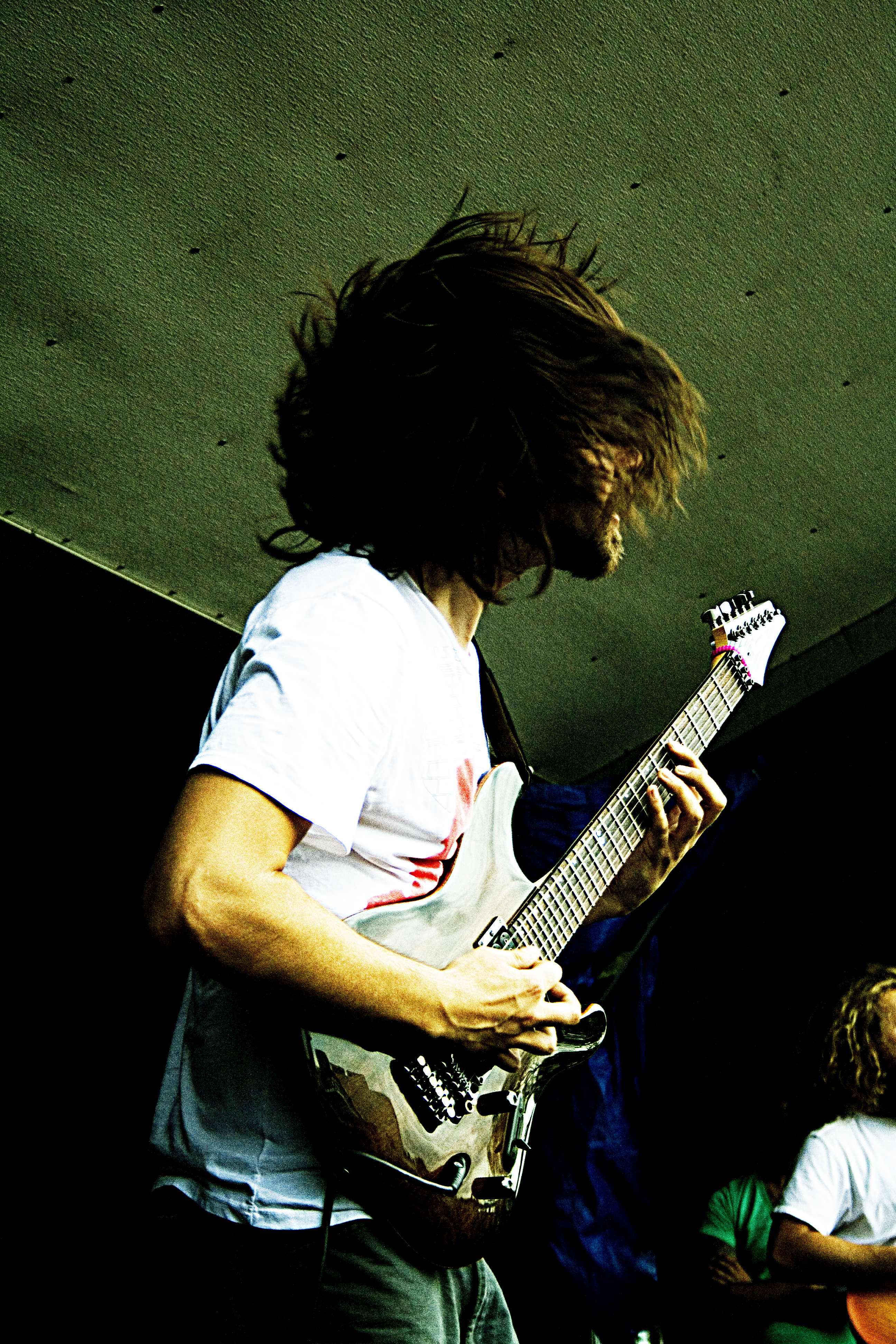
Luke Hoskin live bei der Warped Tour 2008

Nach dem Gewinn des Canadian Independent Music Award in der Kategorie Favourite Metal Artist/Group, veröffentlichte die Band am 30. August 2005 ihr Debütalbum Kezia, welches erst am 4. März 2006 auch in den USA ebenfalls unter Vagrant Records erschien. Die Songtexte, welche alle von Bassist Arif Mirabdolbaghi geschrieben worden waren, handelten von Kezia, einer Frau, die durch ein Erschießungskommando hingerichtet wurde. Auffällig ist, dass die Texte aus drei Perspektiven geschrieben worden sind: der eines Priesters, eines Gefängniswärters und Kezia selbst.
Nach Veröffentlichung des Albums tourte die Band mit bekannten Bands wie As I Lay Dying, 3 Inches of Blood und Killswitch Engage durch Kanada und die USA. Im September 2006 wurden bei einer Polizeikontrolle bei Gitarrist Luke Hoskin ungefähr 0,2 g Marihuana sichergestellt, was ihn daran hinderte die Tour mit Trivium und The Sword weiterzuführen. Er wurde bis Ende November 2006 kurzzeitig durch Marco Bressette ersetzt.
Im Januar 2008 erschien das zweite Album der Band unter dem Namen Fortress mit dem sie den ersten Platz in den kanadischen Charts erreichten und es für eine Woche auf Platz #95 der Billboard 200 schafften. Veröffentlicht wurde das Album, wie der Vorgänger über Vagrant Records. Die Texte stammten ebenfalls von Bassist Arif Mirabdolbaghi. Am 29. September 2009 veröffentlichte die Band ihre erste Live-DVD Gallop Meets the Earth, auf der sich Konzert-Mitschnitte eines Auftrittes in Toronto befanden. Am 22. März 2011 erschien das dritte Studioalbum Scurrilous über Vagrant Records.
Auf ihrem am 2. November 2013 erschienenen Album Volition spielte Chris Adler von Lamb of God das Schlagzeug ein, da Moe Carlson die Band zuvor verlassen hatte. Voilition wurde bei den Juno Awards 2014 mit einem Award in der Kategorie Metal/Hard Music Album of the Year ausgezeichnet.

## Diskografie

### Studioalben
| Jahr | Titel Musiklabel             | Höchstplatzierung, Gesamtwochen, AuszeichnungChartplatzierungen (Jahr, Titel, Musiklabel, Platzierungen, Wochen, Auszeichnungen, Anmerkungen) | Höchstplatzierung, Gesamtwochen, AuszeichnungChartplatzierungen (Jahr, Titel, Musiklabel, Platzierungen, Wochen, Auszeichnungen, Anmerkungen) | Anmerkungen                                              |
| Jahr | Titel Musiklabel             | US | CA | Anmerkungen                                              |
| ---- | ---------------------------- | --- | --- | -------------------------------------------------------- |
| 2006 | Kezia Underground Operations | — | CA91 (1 Wo.)CA | Erstveröffentlichung: 30. August 2005                    |
| 2008 | Fortress Vagrant Records     | US95 (1 Wo.)US | CA1 Gold · (2 Wo.)CA | Erstveröffentlichung: 29. Januar 2008 Verkäufe: + 50.000 |
| 2011 | Scurrilous Vagrant Records   | US81 (1 Wo.)US | CA8 (1 Wo.)CA | Erstveröffentlichung: 22. März 2011                      |
| 2013 | Volition Razor & Tie         | US20 (1 Wo.)US | CA7 (1 Wo.)CA | Erstveröffentlichung: 29. Oktober 2013                   |
| 2020 | Palimpsest Spinefarm Records | — | CA3 (2 Wo.)CA | Erstveröffentlichung: 18. Juni 2020                      |

### Livealben
- 2009: Gallop Meets the Earth (Livealbum mit einer Bonus-DVD, CA: Gold)

### EPs und Demos
| Jahr | Titel Musiklabel             | Höchstplatzierung, Gesamtwochen, AuszeichnungChartplatzierungen (Jahr, Titel, Musiklabel, Platzierungen, Wochen, Auszeichnungen, Anmerkungen) | Höchstplatzierung, Gesamtwochen, AuszeichnungChartplatzierungen (Jahr, Titel, Musiklabel, Platzierungen, Wochen, Auszeichnungen, Anmerkungen) | Anmerkungen                                                                              |
| Jahr | Titel Musiklabel             | US | CA | Anmerkungen                                                                              |
| ---- | ---------------------------- | --- | --- | ---------------------------------------------------------------------------------------- |
| 2016 | Pacific Myth Eigenproduktion | US115 (1 Wo.)US | CA15 (1 Wo.)CA | Erstveröffentlichung: 18. November 2016 unabhängige Serienveröffentlichung über Bandcamp |

Weitere EPs und Demos
- 2002: 3-Track Demo (Selbstveröffentlicht als Happy Go Lucky)
- 2002: Search for the Truth (7")
- 2003: A Calculated Use of Sound (EP)
  - Neu aufgenommen und remastert 2004 mit dem Bonussong "Soft Targets Dig Softer Graves".
- 2008: Sequoia Throne Remix (EP)

## Auszeichnungen für Musikverkäufe
Anmerkung: Auszeichnungen in Ländern aus den Charttabellen bzw. Chartboxen sind in ebendiesen zu finden.
| Land/RegionAuszeichnungen für Musikverkäufe (Land/Region, Auszeichnungen, Verkäufe, Quellen) | Gold     | Platin | Verkäufe | Quellen         |
| -------------------------------------------------------------------------------------------- | -------- | ------ | -------- | --------------- |
| Kanada (MC)                                                                                  | 2× Gold2 | —      | 55.000   | musiccanada.com |
| Insgesamt                                                                                    | 2× Gold2 | —      |          |                 |